# Eutelia petrificata
Eutelia petrificata är en fjärilsart som beskrevs av Walker 1870. Eutelia petrificata ingår i släktet Eutelia och familjen nattflyn. Inga underarter finns listade i Catalogue of Life.